# Río Aller (España)
El río Aller (en asturiano, ríu Ayer) es un río español del norte de la península ibérica que discurre por el Principado de Asturias. 

## Toponimia
Su nombre, y el del concejo del mismo nombre, proviene según Xosé Lluis García Arias de la raíz indoeuropea *AL- 'blanco', presente en otros hidrónimos de la región.

## Curso
El Aller nace en la cordillera Cantábrica, en el puerto de Vegarada. Confluye con el río Lena cerca de Ujo y forma el río Caudal, afluente por la izquierda del Nalón tras un recorrido de unos 38 km. Atraviesa las poblaciones de Río Aller, La Paraya, Casomera, Riomañón, Llamas, Cuérigo, Collanzo, Entrepeñas, Levinco, Vega, Cabañaquinta, Serrapio, Soto, Santa Ana (Soto), Castañedo, Corigos, El Escobio, Piñeres, El Pueblo, Oyanco, Moreda de Aller, Caborana, Vista Alegre, Bustiello, Las Llanas, Felechosa.
Sus afluentes principales son los ríos Llananzanes, San Isidro y Negro.